# لامبتون، کبک
لامبتون (به فرانسوی: Lambton) شهری در منطقه شهری لو گرانیت ناحیه استری در استان کبک کانادا است. در سرشماری سال ۲۰۱۱ این شهر ۱٬۵۷۰ نفر جمعیت داشته‌است و مساحت آن ۱۰۶٫۸۶ کیلومتر مربع است.